# Scene It?
Scene it? è una serie di giochi da tavolo prodotta da Screenlife, basata sul rispondere a domande inerenti al mondo del cinema e dello spettacolo.
Il gioco consiste in un tabellone con un percorso da terminare, nel quale, al proprio turno, i giocatori avanzano di casella in casella tirando il dado e rispondendo a domande sia presenti su cartellini, sia poste attraverso un DVD interattivo allegato alla confezione.
Oltre alle edizioni dedicate al cinema in generale, sono state prodotte edizioni specifiche dedicate ad Harry Potter, James Bond, Friends ed altre ancora, e anche versioni per Xbox ed altre consolle.
Le case di produzione detentrici dei diritti delle opere citate nel gioco sono Twentieth Century Fox/Fox Searchlight Pictures, Dreamworks/Dreamworks Animation, MGM, New Line Cinema, Paramount Pictures/Nickelodeon Movies, Universal Studios, Warner Bros. e Columbia Pictures.

## Edizioni

### Giochi in scatola
- Deluxe Movie Edition
- Deluxe Sequel
- Junior Edition
- Music Edition
- TV Edition
- Harry Potter 1st Edition (2005)
- Harry Potter 2nd Edition (2007)
- Disney Edition
- Sports Edition
- Squabble Edition
- Warner Bros. 50th Anniversary Edition
- James Bond Edition
- HBO Edition
- Turner Classic Movies Edition
- Nickelodeon Edition
- Marvel Comics Edition
- Friends Edition
- Movie 2nd Edition
- Disney 2nd Edition
- Pirates of the Caribbean Edition
- Doctor Who Edition
- FIFA Edition
- Disney Channel Edition
- Seinfeld Edition
- Star Trek Edition

### Videogiochi
- Scene It? Luci, camera, azione! (Scene It? Lights, Camera, Action, 2007) per Xbox 360
- Scene It? Campione d'incassi (Scene It? Box Office Smash, 2008) per Xbox 360
- Scene It? Bright Lights! Big Screen! (2009) per PlayStation 3, Nintendo Wii e Xbox 360
- Scene It? Mobile Edition per dispositivi mobili
- Scene It? TV Edition per dispositivi mobili